# Nephthea cupressiformis
Nephthea cupressiformis is een zachte koraalsoort uit de familie Nephtheidae. De koraalsoort komt uit het geslacht Nephthea. Nephthea cupressiformis werd in 1903 voor het eerst wetenschappelijk beschreven door Kükenthal. 